# Cladonia firma
Cladonia firma (Nyl.) Nyl. (1861), è una specie di lichene appartenente al genere Cladonia, dell'ordine Lecanorales.
Il nome proprio deriva dall'aggettivo latino firmus,a,um, che significa solido, resistente, vigoroso, robusto.

## Caratteristiche fisiche
Il sistema di riproduzione è principalmente sessuale. Il fotobionte è principalmente un'alga verde delle Trentepohlia, di preferenza una Trebouxia.

## Habitat
Questa specie si adatta soprattutto a climi di tipo temperato. Rinvenuta su suoli minerali ricchi di humus in spazi aperti e soleggiati in compagnia di piante grasse. Predilige un pH del substrato da molto acido a valori intermedi fra molto acido e subneutro puro. Il bisogno di umidità è mesofitico.

## Località di ritrovamento
La specie è stata rinvenuta nelle seguenti località:
- Germania (Renania-Palatinato);
- Spagna (Castiglia e León);
- Grecia (Creta);
- Cina (Guizhou, Shaanxi);
- Austria, Gran Bretagna, Isole Azzorre, Isole Canarie, Madera, Marocco, Mongolia, Portogallo, Spagna, Tunisia,

In Italia questa specie di Cladonia è estremamente rara: 
- Trentino-Alto Adige, estremamente rara nelle valli, assente altrove
- Val d'Aosta, non è stata rinvenuta
- Piemonte, non è stata rinvenuta
- Lombardia, non è stata rinvenuta
- Veneto, non è stata rinvenuta
- Friuli, non è stata rinvenuta
- Emilia-Romagna, estremamente rara lungo il versante appenninico, assente altrove
- Liguria, abbastanza comune lungo le zone litoranee e lungo l'arco orientale, rara altrove
- Toscana, comune lungo le zone litorali e nelle province di Pisa e Lucca, poco comune altrove
- Umbria, non è stata rinvenuta
- Marche, non è stata rinvenuta
- Lazio, comune lungo le zone litorali e nelle provincia di Roma, poco comune altrove
- Abruzzi, non è stata rinvenuta
- Molise, non è stata rinvenuta
- Campania, non è stata rinvenuta
- Puglia, non è stata rinvenuta
- Basilicata, non è stata rinvenuta
- Calabria, non è stata rinvenuta
- Sicilia, abbastanza comune nella parte settentrionale, da piuttosto rara ad estremamente rara altrove
- Sardegna, da comune lungo il litorale occidentale, poco comune nelle zone interne e abbastanza rara sul versante orientale.[1]

## Tassonomia
Questa specie è di incerta attribuzione per quanto concerne la sezione di appartenenza; a tutto il 2008 non sono state identificate forme, sottospecie o varietà: